# Rhynochetidae
In de familie Rhynochetidae is maar één geslacht Rhynochetos (de kagoes) met twee soorten, waarvan één soort alleen als fossiel bekend is.

## Taxonomie
De familie Rhynochetidae werd traditioneel gezien als een mogelijke verwant van de reigers en roerdompen (Ardeidae), maar modern DNA-onderzoek laat zien dat de kagoes een zustergroep zijn van de familie Eurypygidae met als enige levende soort de zonneral. De zonneral en kagoes worden dan samen in de orde Eurypygiformes geplaatst die een zustergroep is van de nachtzwaluwen, gierzwaluwen en kolibries.